# Паризии
Паризиите (на латински: Parisii) са келтско племе от желязната епоха.
До времето на Римската империя живее на брега на Сена. Тяхното най-голямо селище e Лутеция (Lutetia Parisiorum), от което по-късно възниква град Париж.